# Mnetěš

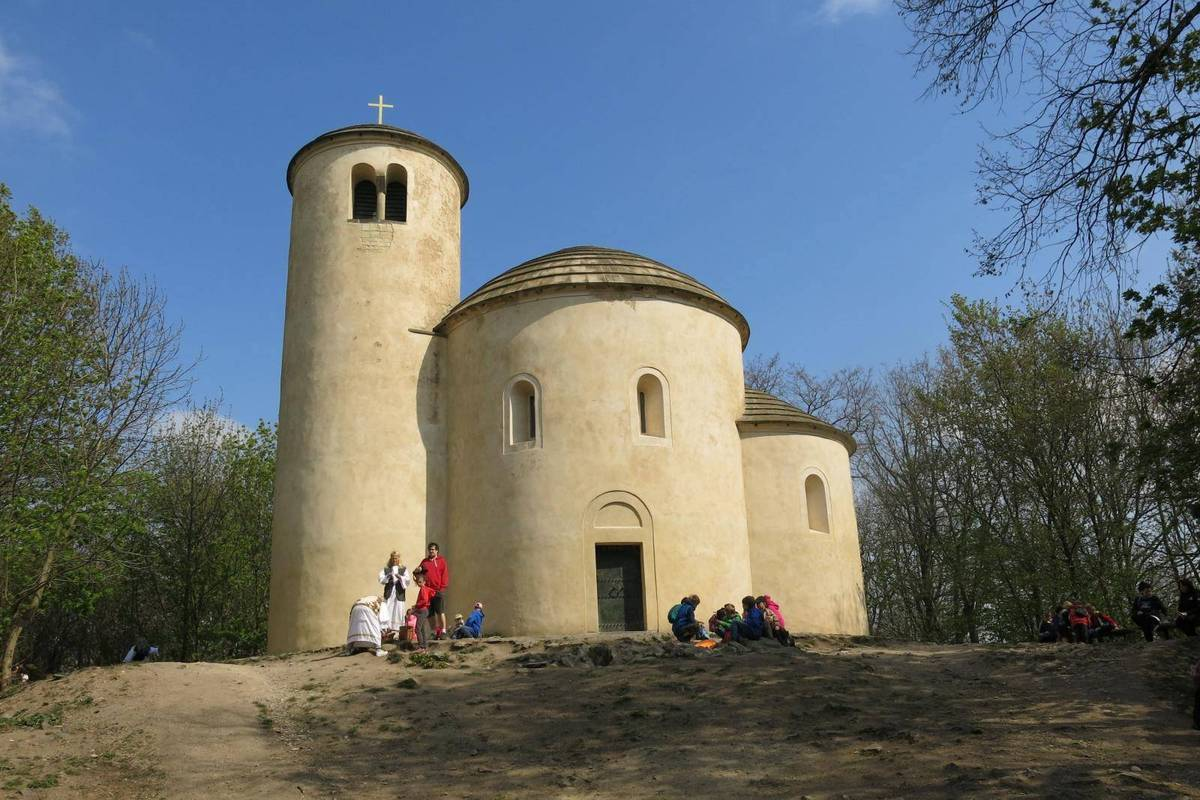

Mnetěš, Duits: Netiesch, is een gemeente in het noord westen van Tsjechië tussen Praag en Ústí nad Labem, 32,5 km van Praag en 38 km van Ústí nad Labem. Mnetěš telt 572 inwoners in 2024.
Bechlín ·
Bohušovice nad Ohří ·
Brňany ·
Brozany nad Ohří ·
Brzánky ·
Bříza ·
Budyně nad Ohří ·
Býčkovice ·
Ctiněves ·
Černěves ·
Černiv ·
Černouček ·
Čížkovice ·
Děčany ·
Dlažkovice ·
Dobříň ·
Doksany ·
Dolánky nad Ohří ·
Drahobuz ·
Dušníky ·
Evaň ·
Hlinná ·
Horní Beřkovice ·
Horní Řepčice ·
Hoštka ·
Hrobce ·
Chodouny ·
Chodovlice ·
Chotěšov ·
Chotiměř ·
Chotiněves ·
Chudoslavice ·
Jenčice ·
Kamýk ·
Keblice ·
Klapý ·
Kleneč ·
Kostomlaty pod Řípem ·
Krabčice ·
Křesín ·
Křešice ·
Kyškovice ·
Levín ·
Lhotka nad Labem ·
Liběšice ·
Libkovice pod Řípem ·
Libochovany ·
Libochovice ·
Libotenice ·
Litoměřice ·
Lkáň ·
Lovečkovice ·
Lovosice ·
Lukavec ·
Malé Žernoseky ·
Malíč ·
Martiněves ·
Michalovice ·
Miřejovice ·
Mlékojedy ·
Mnetěš ·
Mšené-lázně ·
Nové Dvory ·
Oleško ·
Píšťany ·
Ploskovice ·
Podsedice ·
Polepy ·
Prackovice nad Labem ·
Přestavlky ·
Račice ·
Račiněves ·
Radovesice ·
Rochov ·
Roudnice nad Labem ·
Sedlec ·
Siřejovice ·
Slatina ·
Snědovice ·
Staňkovice ·
Straškov-Vodochody ·
Sulejovice ·
Štětí ·
Terezín ·
Travčice ·
Trnovany ·
Třebenice ·
Třebívlice ·
Třebušín ·
Úpohlavy ·
Úštěk ·
Vědomice ·
Velemín ·
Velké Žernoseky ·
Vchynice ·
Vlastislav ·
Vražkov ·
Vrbice ·
Vrbičany ·
Vrutice ·
Záluží ·
Žabovřesky nad Ohří ·
Žalhostice ·
Židovice ·
Žitenice